# Hana Klenková
Hana Klenková, rozená Jana Benešová (8. červen 1905 Čakovice – 8. listopad 1992 Praha) byla autorka próz pro mládež i pro dospělé, překladatelka z angličtiny a publicistka.

## Biografie
Byla dcerou Vojty Beneše (1878–1951), v té době učitele v Čakovicích a matky Emilie, rozené Řezáčové (1882–??). Otec Hany Klenkové byl bratr československého prezidenta Edvarda a Václava Beneše. Její mladší bratr byl Václav Ladislav Beneš (1910–1972). Dětství prožila v Brandýse nad Labem, roku 1914 odjela s rodiči do USA, kde se otec podílel na organizování protirakouského emigrantského odboje. 1919 se vrátila do vlasti, 1925 maturovala na gymnáziu v Praze. Studium na Právnické fakultě Univerzity Karlovy přerušila a absolvovala učitelské zkoušky v Čáslavi. Podnikla cesty do Rakouska, Švýcarska a opět do USA, kde v letech 1927–1928 studovala na Vassar College v Poughkeepsie u New Yorku sociologii a psychologii. Krátce pracovala ve výchovném ústavu v Pensylvánii. Po návratu učila rok v Praze. V roce 1929 se provdala za učitele Ladislava Klenku, který se 1932 stal ředitelem dětského výchovného ústavu v Načeradci u Vlašimi. Zde působila mezi lety 1939 až 1964 jako vychovatelka. Poté odešla na odpočinek do obce Lesáky pod Blaníkem a od roku 1967 žila v Praze.

## Dílo
Vychází z její bohaté vychovatelské a učitelské zkušenosti. Hrdinky jejích próz jsou ženy - emancipované a sebevědomé osobnosti, které převyšují své okolí nadáním, energií a vzděláním, jež v její generaci nebylo prioritou. Detailním líčením prostředí a psychologie navazuje na tradiční realistický román.
Kniha Rok na vsi byla dílem jejího otce, kterého kryla svým jménem. Přesto se publikace dostala do prodeje až po německé okupaci, v roce 1945.
- Dům tiché pohody (s kresbami chovance Dětského domova Jaroslava Kadery; v Praze, Svaz národního osvobození, Zemské ústředí péče o mládež v Čechách, 1938
- Slunečná farma (Praha, Družstevní práce, 1939, 1940, 1948 a Středočeské nakladatelství a knihkupectví 1972)[3]
- Rok na vsi (dvacetčtyři kresby M. Alše provázené slovy z lidového básnictví ; textovou část upravila Hana Klenková (ve skutečnosti Vojta Beneš); V Praze, Dědictví Komenského, literární sdružení učitelské, 1941)
- Vendulka tanečnice (s 12 kresbami a obrázkem na vazbě od Vilmy Vrbové; Praha, Družstevní práce, 1941 a Komenium, 1949)
- Náš president (Listy o životě doktora Edvarda Beneše, Sestavila] Hana Klenková, za redakce Františka Pražáka; v Praze, Melantrich, 1947)
- Regina Lorencová (V Praze, Družstevní práce, 1947)
- Darebák (s 24 obrázky v textu, obálkou a vazbou Antonína Michalčíka; Praha, Družstevní práce, 1948 a Mladá fronta, 1962)
- Buď moudrá, má bolesti (soubor povídek, il. Jiří Figer, Praha, Středočeské nakladatelství a knihkupectví, 1978)

Překlady
- jako Hana Klenková-Benešová; Elmer Russel Gregor: Rychlonohý lišák. 1929.